# Ilhas Egmont

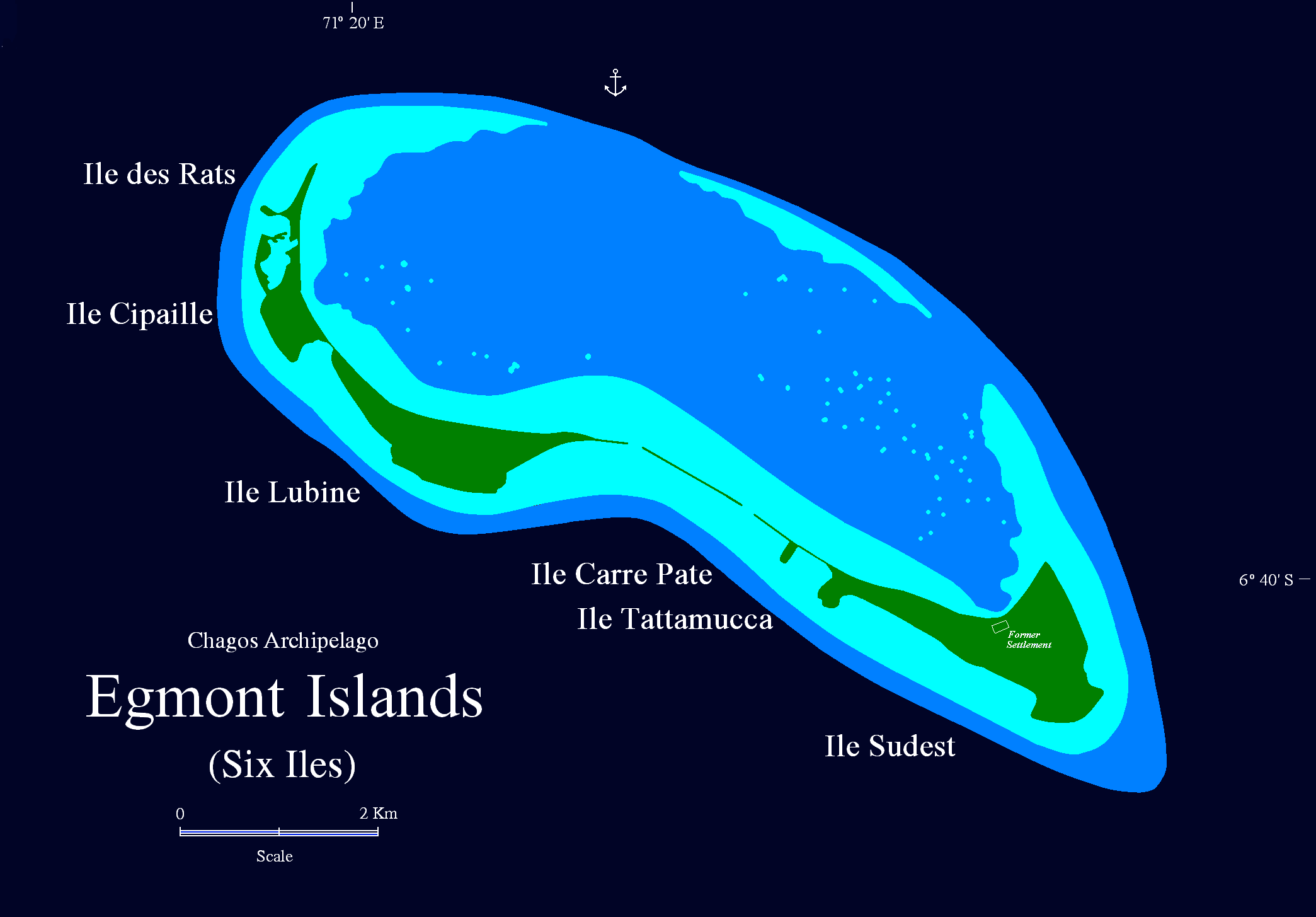
Mapa das Ilhas Egmont.

As Ilhas Egmont ou Atol de Egmont, ou também conhecido como Ilha Seis, é um atol desabitado administrado pelo Reino Unido. A ilha é um "pedaço" de coral que emergiu, semelhantemente ao arquipélago de Chagos, situado no território marítimo britânico do Oceano Índico.
Este pequeno atol fica a 10 km de distância, à sudoeste, da grande barreira de corais do Arquipélago de Chagos. O seu tamanho total é de 29 km², incluindo a laguna e a barreira de corais. O atol tem aproximadamente 4 km² de terra. A ilha mais próxima é a Ilha de Danger, no arquipélago de Chagos, distante cerca de 30 km ao norte.
A ilha possui duas passagens pela laguna, ao norte, já ao nordeste tem-se a Passagem de Fausse e a nordeste a Passagem de Wider. As Ilhas de Egmont tornaram-se o ancoradouro favorito dos viajantes que vêm do arquipélago de Chagos, com pequenos barcos e iates de passeio.

## Ilhas
A maior ilha é Ilha Sud-Est (Ilha Sudoeste), no lado oriental de Egmont, com uma área de 1,5 km². Enquanto "Ilha Lubine" é semelhante em tamanho, as outras ilhotas são menores. Todas as ilhas estão cobertas de coqueiros. As ilhas individuais estão todas na borda sul do recife de coral. Eles são, do sudeste para o noroeste
- Île Sud-Est (Ilha Sudoeste)
- Île Takamaka (Ilha Takamaka)
- Île Carre Pate (Ilha Carre Pate)
- Île Lubine (Ilha Lubine)
- Île Cipaye (Ilha Cipaye)
- Île aux Rats (Ilha dos Ratos)

## História
As Ilhas Egmont não eram mais habitadas desde a segunda metade do século 20, na época em que os chagossianos ou ilois foram expulsos dos Chagos. Em 1972-73 houve uma expedição marítima para as Ilhas Egmont pelas Forças Armadas do Reino Unido. Foi a primeira expedição do gênero no Chagos . O objetivo era estudar a formação e o crescimento dos recifes de coral, assim como a flora e a fauna das ilhas. Os membros da expedição foram levados da cidade de Gan, no arquipélago de Addu Atoll e, após a conclusão da pesquisa, eles foram levados de volta para a cidade. Após o seu sucesso, uma segunda expedição foi realizada para Danger Island (Ilha do Perigo), em Chagos, no ano seguinte.